# Bufo grandisonae
Bufo grandisonae là một loài cóc thuộc họ Bufonidae.
Đây là loài đặc hữu của Angola.
Môi trường sống tự nhiên của chúng là vùng cây bụi khô khu vực nhiệt đới hoặc cận nhiệt đới, đầm nước ngọt có nước theo mùa, và vùng nhiều đá.